# Harlow

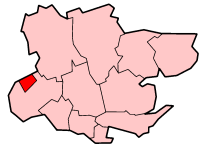
Localização de Harlow em Essex

Harlow é uma cidade e um distrito do governo local no Condado de Essex, na Inglaterra e faz parte da área metropolitana de Londres. Faz fronteira com o Condado de Hertfordshire, no Vale Stort. Harlow tem atualmente uma população de  mil (estimativa de 2010).

## Cidades-irmãs
- Havířov, República Checa
- Stavanger, Noruega
- Vélizy-Villacoublay, França